# سونیتا دانوار
سونیتا دانوار (انگلیسی: Sunita Danuwar؛ زادهٔ ۱۶ ژوئیهٔ ۱۹۷۷) یک فعال حقوق بشر نپالی و بنیانگذار بنیاد سانیتا و شاکتی ساموجا سازمان غیردولتی مستقر در نپال است که توسط زنان نجات‌یافته از روسپی‌خانه در هند، تشکیل شده و علیه  قاچاق زنان کار می‌کند.